# Ceyx dispar
El martín pigmeo de Manus (Ceyx dispar) es una especie de ave paseriforme de la familia Alcedininae endémica de las islas del Almirantazgo en el archipiélago Bismarck, al noreste de la isla de Nueva Guinea.

## Taxonomía
La especie fue descrita por  Lionel Walter Rothschild y Ernst Hartert en 1914 como Ceyx dispar. Esta especie se consideraba anteriormente una de las 15 subespecies reconocidas del martín pescador variable (Ceyx lepidus). Un estudio de filogenética molecular publicado en 2013 encontró que la mayoría de las subespecies insulares se habían separado sustancialmente unas de otras. Por lo tanto, el martín pescador variable se dividió y, 12 de las subespecies, incluido el martín pigmeo de Manus, fueron promovidas al estado de especie.